# Francis Knollys (l'Ancien)
 (décembre 2023).
Si vous disposez d'ouvrages ou d'articles de référence ou si vous connaissez des sites web de qualité traitant du thème abordé ici, merci de compléter l'article en donnant les références utiles à sa vérifiabilité et en les liant à la section « Notes et références ».
Pour les articles homonymes, voir Francis Knollys.
Francis Knollys  (vers 1511 – 19 juillet 1596) est un courtisan anglais au service d’Henri VIII, d’Édouard VI et d’Élisabeth Ire.

## Biographie
Francis Knollys est né en 1511, fils aîné de Sir Robert Knollys (ou Knolles) et de Lettice Peniston (d. 1557/8), fille de Sir Thomas Peniston de Hawridge, Buckinghamshire, homme de main d’Henri VIII. 
Il semble avoir reçu une certaine éducation à Oxford. Il épouse Catherine Carey, cousine germaine (ou possible demi-sœur) de la reine Élisabeth Ire. En 1542, il entre à la Chambre des communes pour la première fois en tant que député de Horsham.
Au début du règne d’Édouard VI, il accompagne l’armée anglaise en Écosse et est fait chevalier par le commandant en chef, le duc de Somerset, au camp de Roxburgh le 28 septembre 1547. 
Les fortes convictions protestantes de Knollys le recommandent au jeune roi et à sa sœur la princesse Élisabeth, et il passe beaucoup de temps à la cour.
L’accession de Marie Ire en 1553 assombrit les perspectives de Knollys. Ses opinions religieuses le placent en opposition au gouvernement, et il juge prudent de se réfugier en Allemagne. Avant la mort de Marie, il retourne en Angleterre, et est nommé au conseil privé d’Élisabeth en décembre 1558. Peu de temps après, il est nommé vice-chambellan et capitaine des hallebardiers, tandis que sa femme – cousine germaine d’Élisabeth – devient une femme de la chambre privée de la reine. À la mort de sa mère en 1558, il prend possession de Greys Court à Rotherfield Greys et entreprend un réaménagement de l’édifice en 1573-1574. 
En 1559, Knollys est élu député pour la circonscription d’Arundel. En 1572, il est réélu pour l’Oxfordshire et siège dans cette circonscription jusqu’à sa mort. Tout au long de sa carrière parlementaire, il est fréquemment porte-parole du gouvernement sur les questions de politique générale, mais dans les affaires ecclésiastiques, il conserve comme un puritain zélé une attitude indépendante. 
L’amitié de Knollys avec la reine et Cecil le conduit à exercer de nombreuses missions. En 1572, il est nommé trésorier de la maison royale, fonction qu’il conserve jusqu’à sa mort.
Knollys est nommé chevalier de l’ordre de la Jarretière en 1593 et est mort le 19 juillet 1596. Il est enterré à Rotherfield Greys.

## Descendance
Il épouse Catherine Carey, la fille de William Carey d’Aldenham et Mary Boleyn le 26 avril 1540. Le couple a 15 enfants:
- Mary (vers 1541 – 1593),
- Henry (vers 1542 – 1583), membre du parlement et écuyer du corps pour la reine Élizabeth I
- Lettice (1543-1634),
- William (vers 1544-1632),
- Edward (1546 - 1580),
- Robert (1547 - 1619 ou 1626),
- Richard (1548 – 21 août 1596),
- Élisabeth (15 juin 1549 – vers 1605),
- Maud (vers 1550 – 155?/6?), morte jeune.
- Thomas (1558 – 1596),
- Francis « le Jeune » (vers 1552 – 1648),.
- Anne (19 juillet 1555 – 30 août 1608),
- Catherine (21 octobre 1559 – 20 décembre 1620),
- Cecily (vers 1560 - ?),
- Dudley (1562 - 156?/157?), mort jeune.

## Source
- (en) Cet article est partiellement ou en totalité issu de l’article de Wikipédia en anglais intitulé « Francis Knollys (the elder) » (voir la liste des auteurs).